# Zhang Zhixin
Zhang Zhixin (ur. 5 grudnia 1930, zm. 4 kwietnia 1975) – chińska dysydentka z okresu rewolucji kulturalnej, kiedy to była więziona, brutalnie torturowana i ostatecznie stracona za krytykę partii. Pośmiertnie zrehabilitowana.
Pochodziła z Tianjinu. Od 1955 roku należała do Komunistycznej Partii Chin i pracowała w administracji lokalnej prowincji Liaoning.
Po rozpoczęciu rewolucji kulturalnej wystąpiła z ostrą krytyką polityki Lin Biao oraz Jiang Qing, broniąc jednocześnie dobrego imienia Liu Shaoqi i Peng Dehuaia, za co została w 1969 roku aresztowana. W więzieniu była wielokrotnie brutalnie torturowana, m.in. strażnicy zamykali ją związaną w męskich celach, zezwalając więźniom na gwałcenie jej. Mimo skazania jej w 1974 roku na dożywotnie pozbawienie wolności, Zhang odmawiała przyznania się do błędów i kontrrewolucyjnych zbrodni. 3 kwietnia 1975 wyrok zamieniono na karę śmierci; egzekucję wykonano następnego dnia rano.
W marcu 1979 roku została pośmiertnie zrehabilitowana i uznana za bohaterkę.